# 何時到達那片天空
《何時到達那片天空》是由日本Lump of Sugar公司於2007年1月26日發售的成人遊戲，日文簡稱是。2007年10月25日由Russell Cure（ラッセル・キュア）發行PlayStation 2移植版《何時到達那片天空 ～陽光之路和紅色黃昏～》（いつか、届く、あの空に。 ～陽の道と緋の昏と～）。

## 系統
玩家在玩《何時到達那片天空》18禁版本時主要是觀看和聆聽故事情節的發展，不過在部分的預設段落中玩家須藉由點擊的方式選擇行為選項，而這些選擇將會影響之後的人物的行動或者是反應。遊戲藉由這些相互連接的劇情分歧點而組織成多條故事路線，而遊戲的選項便會影響玩家所挑選的故事劇情內容，包含玩家操控的角色和遊戲人物之間的色情場景，並且進入不同的結局。

## 登場人物

### 主要角色
巽策（聲：中村俊洋（廣播劇CD））
本作品的主人公，「貳壹學園」的學生。
唯井雙美（聲：遠井実瑠）
雙子座的天文委員，和策同住。擅長家務事。
櫻守姬此芽（聲：風華）
處女座的天文委員，名門「櫻守姬家」的大姐，總是穿和服。
明日宿傘（聲：北都南）
獅子座的天文委員，受到大家的尊敬，她比策高了一年級。
未寅愛愛愛（聲：中瀬ひな）
白羊座的天文委員，性格天真爛漫。尊敬二見，不喜歡櫻守姬家。
透舞音（聲：安玖深音）
金牛座的天文委員，尊敬此芽。「透舞神社」的巫女。
櫻守姬綠野（聲：韮井叶）
巨蟹座的天文委員，此芽的妹妹及音的親密朋友。

### 次要角色
雲戌亥靜（聲：水鏡）

午卯茂一（聲：犬野忠輔）

申子菊乃丸（聲：間寺司）

酉（聲：犬野忠輔）

魔族（聲：山田悠）

御前（聲：大花どん）

Azrael（聲：水鏡）

## 製作
劇本由朱門優（朱門優）負責編寫。人物設計由萌木原文武負責設計。遊戲的音樂由大川茂伸以及末廣健一郎所負責。

## 相關商品

### 書籍
在遊戲發行之後Lump of Sugar在Comic Market 72於2007年8月17日發行設定資料集，而這本書籍以全彩出版，主要介紹遊戲系統以及相關的情報，主要描繪遊戲當中的六位主角。而在2007年8月14日以及2007年11月24日由彩文館發行兩本同名小說，分別是《雙美的生兒宣言》（いつか、届く、あの空に。 (1)ふたみの子づくり宣言!； ISBN 978-4-7756-0233-1）以及《在一個屋簷下》（ ；ISBN 978-4-7756-0260-7）。另外，Harvest出版在2007年9月15日出版同名小說《額外劇場》（ ；ISBN 978-4-434-11004-7）。

### CD
《何時到達那片天空》的Windows版的音樂第一片頭曲主題為，作詞以及作曲是由齋藤jake慎吾負責，並且由霜月遙主唱。第二片頭曲主題為，是由三留研介作詞，作曲由掛橋誠一負責，由榊原由依主唱。片尾曲主題為，作詞由原口美和所負責，作曲以及編曲由大川茂伸所負責，由Kicco主唱。
《何時到達那片天空》推出過六張腳色單曲，每片單曲由女主角的聲優擔任主唱，第一張與第二張是唯井雙美與櫻守姬此芽的聲優遠井實瑠與風華所演唱，分別是與，於2007年3月21日發售。第三張與第四張分別是明日宿傘與未寅愛愛愛的聲優北都南與中瀨雛所演唱，分別是以及，於2007年4月4日發售。第五張與第六張分別是透舞音與櫻守姬綠野的聲優安玖深音以及韮井葉所演唱，分別是以及，並於2007年4月25日發售。除此之外以上的單曲在2007年5月25日發售的《何時到達那片天空~Precious Selection~》（いつか、届く、あの空に。~Precious Selection~）當中收錄。
而PS2版的兩首片頭曲以及片尾曲是由同樣的歌手與聲優主唱，分別是第一片頭曲主題為以及插入曲《Endless Summer》由橫山武所作詞，作曲由神樂坂直樹負責，編曲由井上日德負責，由霜月遙主唱。，並於2007年9月26日發售。第二片頭曲，作詞作曲以及主唱皆為榊原由依負責，編曲由不知火翼（Angel Note）負責。片尾曲，作詞由高井麗所負責，作曲以及編曲由上野浩司負責，由 Kicco所唱
。，並於2007年12月21日販售。
除此之外2007年8月17日Lump of Sugar推出《何時到達那片天空》與《Nursery Rhyme》兩個作品的多媒體DVD《何空&Nursery Rhyme桌面佈景 『Sugar Pot』》 （いつ空＆ナーサリィ☆ライムデスクトップアクセサリー「しゅが☆ぽ！」）。

## 評價
《何時到達那片天空》在日本美少女游戏与动画相关商品销售网站Getchu.com的2007年上半年销量榜上排名第4，2007全年排名第8。
在2007年10月，《電擊G's magazine》舉辦了日本前五十名最佳美少女遊戲排名的票選活動，《何時到達那片天空》在入圍的249款遊戲中獲得7票而成為第36名。

## 外部連結
- Lump of Sugar（页面存档备份，存于） （日語）
- PC版官方網站 （页面存档备份，存于） （日語）
- PS2版官方網站 （页面存档备份，存于）（日語）